# اکرم
اکرم نامی برای زنان می‌باشد که ریشه آن عربی بوده و به معنای بزرگوار و گرامی به‌کار می‌رود.
افراد شاخص با این نام از این قرارند:
- اکرم محمدی بازیگر ایرانی سینما و تلویزیون
- اکرم یاری بنیان‌گذار سازمان جوانان مترقی افغانستان
- علی‌اکرم همت‌زاده نظامی، سیاست‌مدار و فعالان حقوق بشر تالشی جمهوری آذربایجان و رئیس‌جمهور جمهوری خودگردان تالش-مغان و رهبر کنونی جنبش ملی تالش
- اکرم پدرام نیا پزشک، نویسنده و مترجم